# 掛軸
掛軸（かけじく）とは、書や東洋画を裂（きれ）や紙で表装したもの。日本では床の間などに掛けて鑑賞し、「床掛け」と言われることもある。後述のように、掛け軸と同様な方法で保管・鑑賞される書画は中国美術に古来存在する。

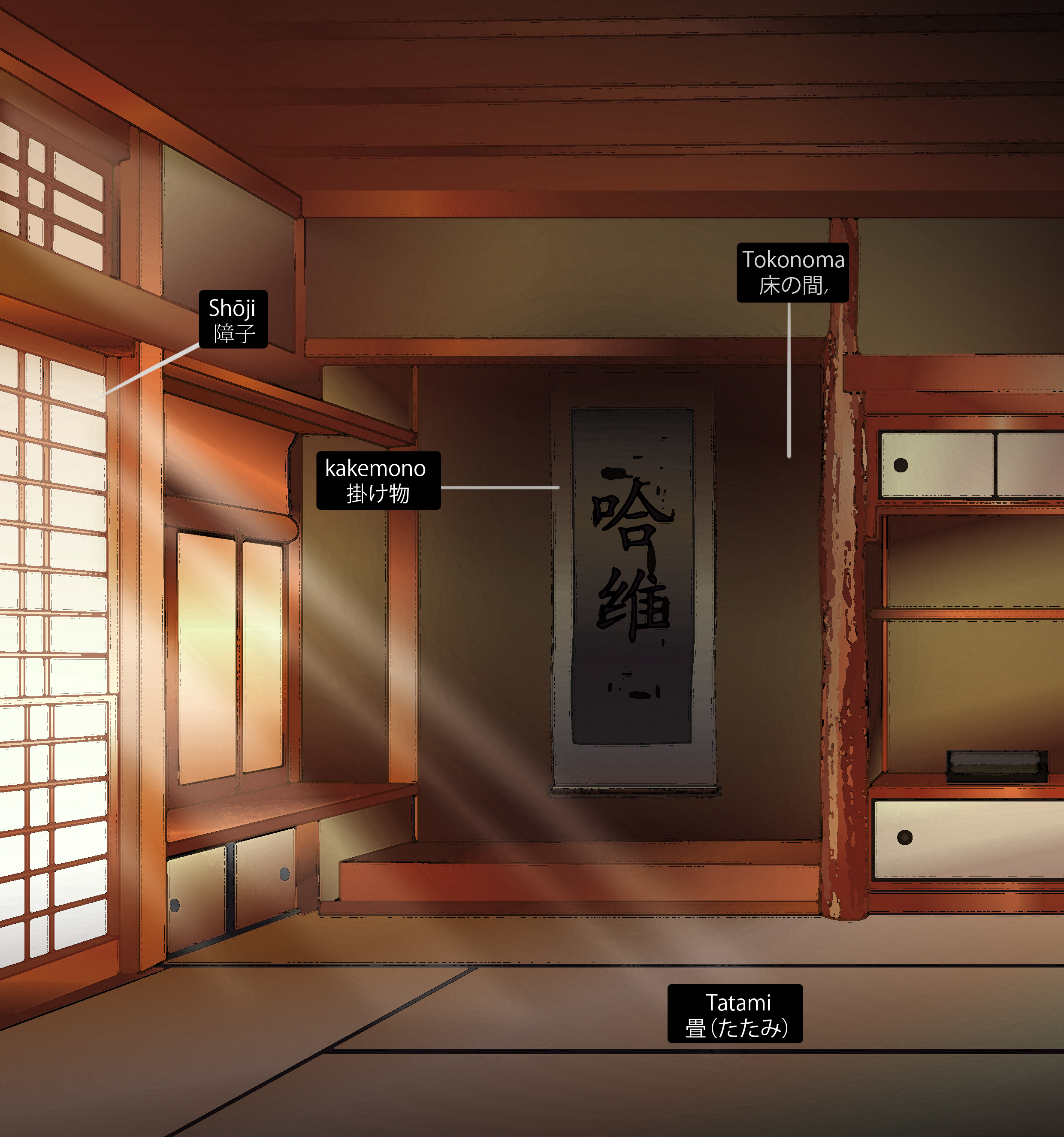
各名称

仏教を広めるための道具として日本に流入した後、日本の文化と融合し、室内装飾で重要な役割を果たしている。「床掛け」に近い掛軸としては、茶道の茶室内で用いる禅語などを書いた、やや細い「茶掛け」がある。それ以外では、仏壇の中で使う「仏掛け」があり、本尊や脇侍の絵像が描かれていたり、名号・法名軸に仕立てられたりしている。
現代においても、昔の掛け軸が文化財として保護・展示されていたり、骨董として収集・売買されたり、肉筆や印刷で新たに制作されたりしている。

## 掛軸の歴史
掛軸の伝来
中国の北宋時代に掛物として掛軸が用いられていた。「掛けて拝する」事に用いられ、礼拝用の意味合いが強くあったと思われる。桐箱に入れると持ち運びに容易である事と、比較的複数生産が可能であったため、掛軸は仏教の仏画用にまず普及を始めた。
掛軸の発展
日本では、すでに飛鳥時代に掛軸が仏画として入ってきているが、鎌倉時代後期に禅宗の影響による水墨画の流行から掛軸も流行していった。この流行により、掛軸は「掛けて拝する」仏教仏画の世界から、花鳥風月の水墨画など独立した芸術品をさらによく見せる補完品として発達していった。
室町時代以降、「茶の湯」の席で座敷の「床の間」にも水墨画の掛軸が多く見られるようになった。千利休が掛軸の重要性を言葉にするようになると、茶を愛する人達により掛軸が爆発的に流行するようになった。来客者、季節、昼夜の時間を考慮して掛軸を取り替える習慣が生まれた。来賓時、その場面の格式などを掛軸で表現することが重要視される考え方が生まれた。真の（さらに真、行、草）、行の（さらに真、行、草）、草の（さらに行、草）などである。
掛軸の普及
江戸時代に明朝式表具が日本へ入り、文人画には文人表装などで掛軸が華やいでいった。それと同時に、表具の技術技巧が著しく発展を遂げた。また、大和錦・絵錦唐織など複雑な文様の織物が好まれ、西陣など織物産地で次々生まれていった。18世紀には、江戸を中心とする狩野派とは別軸で京都画壇が栄えた。日本画も楽しむという価値観を持った人達に支持され、掛軸もそれにつれ、芸術価値を高めていった。肉筆浮世絵で花開いた。明治・大正期は日本画の隆盛により、掛軸もさらに大きく飛躍していった。昭和に入ると、官公庁主催であった「文展」（現：日展）と「日本美術院」などの台頭により日本画の隆盛期を迎えた。
掛軸の今
現在は非常に質の高い作品を身近に楽しめるだけの環境が整っている。掛軸は日本が誇れる伝統と文化のひとつを担っている。一般家庭における床の間は、家族の心の拠り所であり、ご来訪のお客様をもてなす大事な場所だとされる。掛軸は、家主の思いを来客に伝え、先人の想いを子孫に伝え、また、日本人の長い歴史に培われた「美」を表現する大切なお道具となった。

## 掛軸の種類

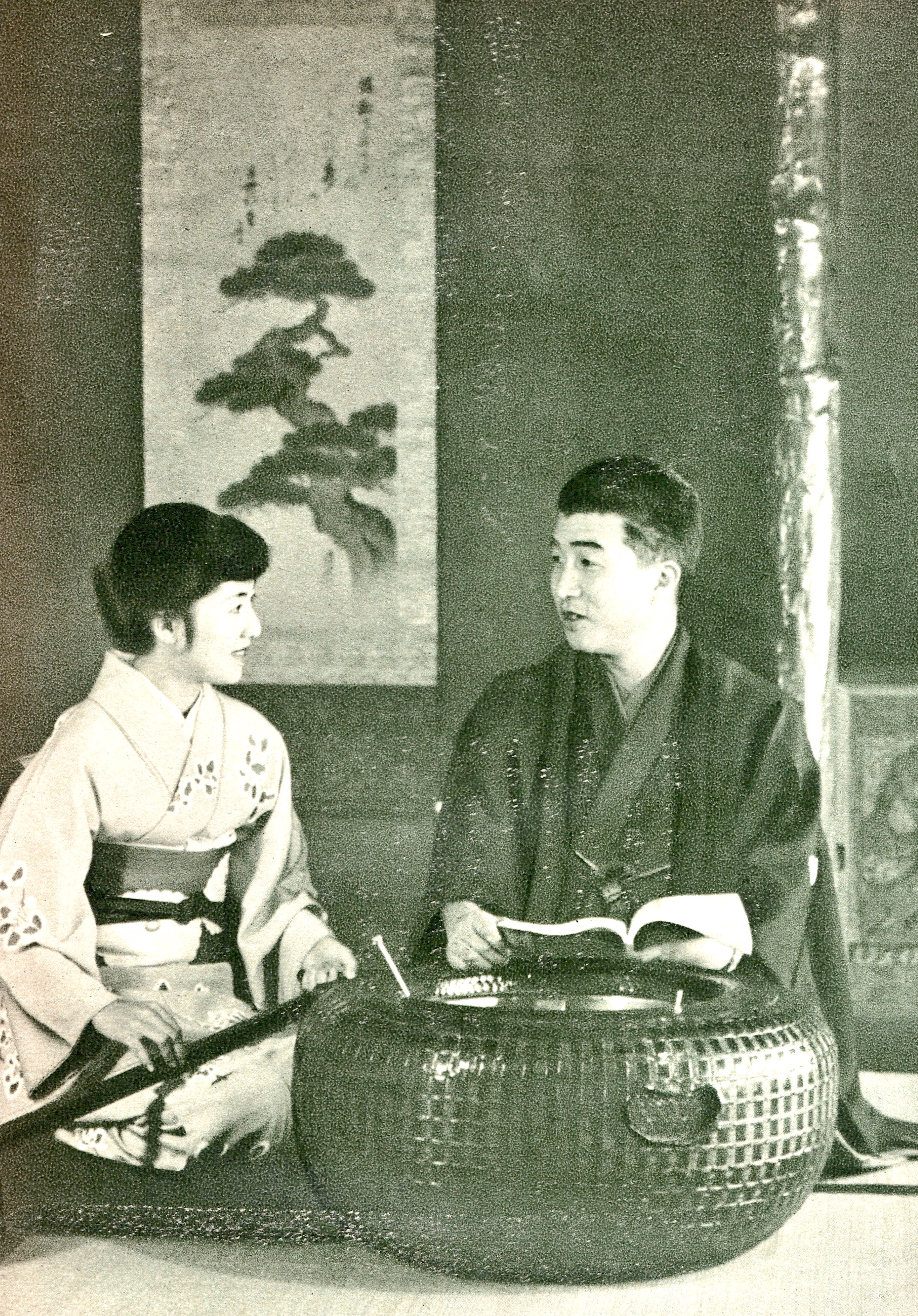
正月の松の床掛け（1953年）

仏画、肉筆浮世絵、山水画、花鳥画、墨蹟、古筆、色紙、短冊、画賛、手紙である「消息」、巻物を切り取った一部である「断簡」などが表装され、掛軸となる。連作となる複数の書画を同じ表装で仕立てたものを「対幅」（ついふく）と呼ぶ。対幅には柿栗図や竜虎図といった双幅、観音・猿・鶴などを描いた三幅対、四季を描いた四幅対、12ヶ月を描いた十二幅対などがある。以上を床の間に掛けるものという意味で、「床掛け」ともいう。
「床掛け」以外の掛軸には、仏壇の中に掛ける掛軸がある。本尊や脇侍の絵像、名号・法名軸がある。
庶民向けに簡素、安価に製造・販売される掛軸もある。北関東ではかつて、生まれた子供の初正月に掛け軸絵を贈る風習があった。初節句の祝い品とした地域もあった。絵柄は七福神などのほか、男児向けには武者や軍人、女児には美人画が好まれたという。主な産地は栃木県佐野地方で「佐野掛地」と呼ばれた。

## 表装の様式

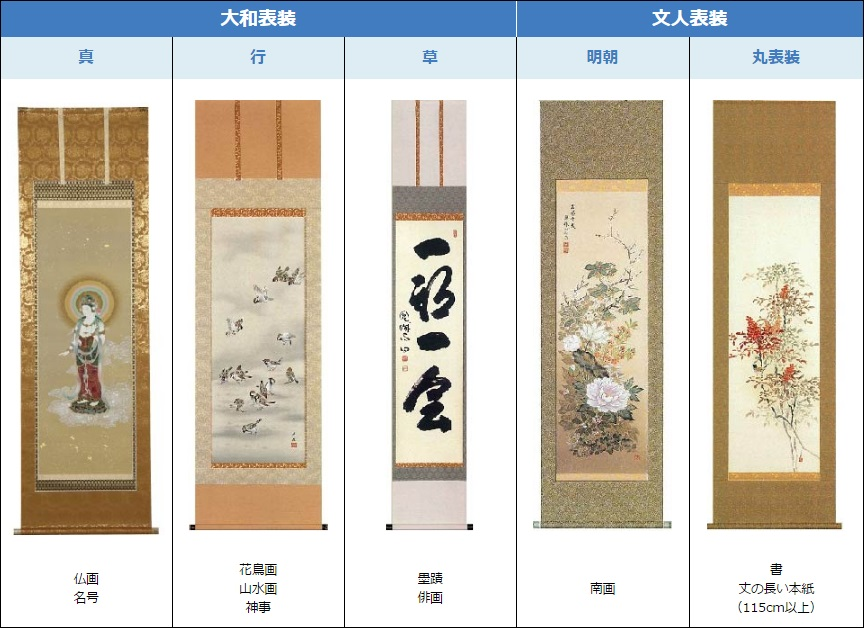
大和表装、文人表装

掛軸の様式は茶道と共に確立した。座って見上げるときに美しく見えるように寸法が定められており、床の間の大きさや畳の大きさを考慮して作られる。一般に関東では「上一文字」の丈が「下一文字」の丈の2倍、「天」の丈が「地」の丈の2倍といったように、上部と下部の比率が2対1になっているが、関東よりも畳の大きな関西では、2対1よりも上部を若干短めに作られる。
表装の材質として紙あるいは、金襴、銀欄、緞子（どんす）、紗（しゃ）といった裂（きれ）が用いられる。「一文字」と「風帯」は共裂（ともぎれ）が用いられ、「中廻し」（ちゅうまわし）には別の素材が用いられ変化をつけている。通常、「一文字」に最上の素材が用いられる。これらの裂の取り合わせが画面を一層引き立てる。
大和表具
図で示した様式。上（天）・中廻し・下（地）の三段に分かれ、上には風帯という帯状のものを一対下げる。最も一般的な様式である。
文人表具、袋表具
大和表具の上下（天地）と風帯を略し、中廻しの上側と下側を伸ばした様式。
茶掛表具、利休表具
中廻しの幅を狭めた様式。茶席などに用いる表具の様式。
本尊表具、仏表具、神聖表具
上下の裂で中廻しの左右の外側をも囲むようにした様式は、神仏に関するものについてのみ用いる。
軸の材料には象牙、紫檀、カリン、堆朱（ついしゅ）、水晶などが用いられるが、画題により、南画には木製の軸端、仏画には金属、水晶の軸端などと選ばれる。
また、書画を表装して掛軸に仕立てることを軸装という。

## 掛軸の各部名称と意味

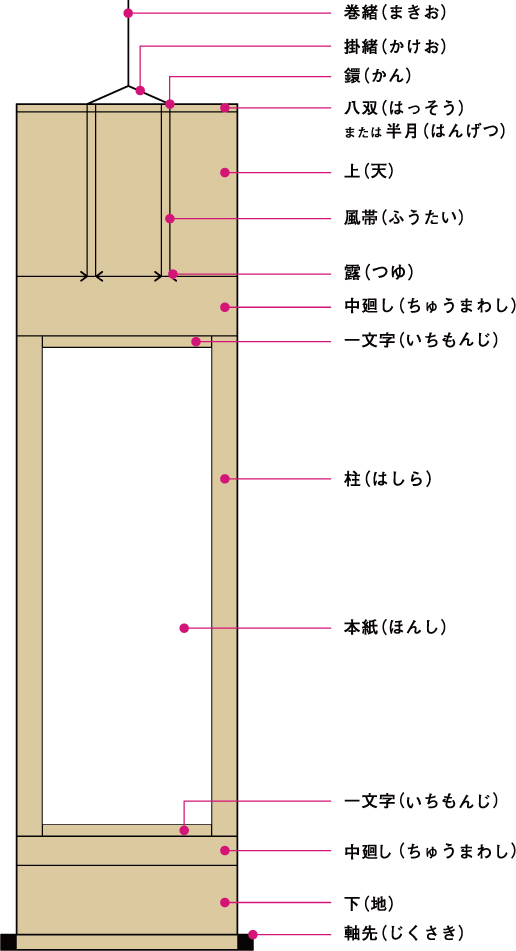
掛軸の各部名称

掛軸は自分自身の環境を表している。自分自身は掛軸の本紙部分、本紙には目に映る四季の移ろいゆく風景や花々、訪れた人や家族への思い、自分への戒めなどが描かれている。
- 本紙の上には天、そして半月で月を表し、風帯が風を表す。
- 木々に降り注いだ雨が風になびき露となる。
- その露が集まり川となり、土壌や木々を育む。
- 本紙より下には地があり、軸木、軸先（天然木及び陶器）で土壌や木々を表現する。

## 掛軸の取り扱い
掛軸を掛ける際には、先端がY字状あるいはU字状になっている矢筈あるいは掛物棹と呼ばれる道具を用いる。フックや釘などが高い位置にある場合には、高さを調節可能な自在掛を介して掛ける。
掛ける手順
1. 巻緒（掛軸の外側に巻かれた紐）を解いて掛緒（掛軸の上部に有る紐）の右側に寄せる。
2. 掛軸を左手に持ち、右手で矢筈を持つ。矢筈の金具を掛緒に掛ける。
3. 掛緒を釘やフックに掛け、ゆっくりと広げ下げる。
4. 下げ終わったところで左右のバランスを取る。風帯が有れば下に広げる。必要に応じて風鎮を軸先に掛ける。

外す手順
可能ならば2人で行うのがよい。1人で行う場合は、あらかじめ矢筈は壁に立てかけておく。
1. 両手で軸をゆっくりと巻き取る。きつく巻くと掛軸を痛める。
2. 本紙を巻き込んだあたりで、左手で掛軸を順手に持ち、右手で矢筈を持ち、掛緒を釘などから外す。
3. 掛軸を折らないよう注意しながら上部を下に降ろし、矢筈を外して置く。そして最後まで巻き取る。
4. 風帯のある掛軸の場合、まず向かって左手側の風帯を右手側の風帯の下に曲げ込み、右手側の風帯を左手側の風帯の上に載せるように曲げる。風帯の先が余る場合には折り目に合わせて曲げる。
5. 巻紙（幅5 - 7cmぐらい、長さ20 - 25cmぐらいの紙）がある場合にはそれの一端を掛軸に巻き込む形で巻き付ける。
6. 掛軸を左手に、巻緒を右手に取り、巻緒を（掛軸を巻いてきたのと同じ向きに）左から右に3回巻く。仏画・名号等では巻緒が長めになっているので、それ以上巻く場合がある。巻緒の右端で輪を作って掛緒の右下からくぐらせ、左下に通す。
7. 揉紙（包み紙）で包み、軸箱に納める。

掛軸は湿気や乾燥に弱いため、桐箱などに収めて温度変化の少ない場所に保管すると良い。桐箱には香木等を用いた防虫香を共に納める。ナフタレン等の防虫剤は軸先を痛める場合がある。

## 掛軸の収納方法
掛軸は湿度の高い場所に保管すると、しみ、むし、かび、などの原因になる。また、汚れや傷などによって大切な美術品の価値も半減してしまう。掛軸は保存と取扱いに注意すれば永く愉しむことが出来る。
掛軸の保存状態を良好に保つためには、年に一度、湿度が低い時期に陰干しを行うことが推奨される。乾燥剤を桐箱に同梱することも防湿対策として有効である。
掛軸の収納方法が大きく分けて３つある：
桐箱収納
桐材は軽くて丈夫で、保湿・耐火性が高いため、骨董品や高級品を保存するのによく使われる。また、桐箱は内部の湿度を一定に保ち、虫を寄せ付けない成分を発しているため、掛軸を保存するのに最適だといわれる。
二重箱収納
桐箱の表面に塗箱に収納することにより、さらに防湿、防虫効果を高める。
太巻収納
掛軸をしまう時の注意点は、きつく巻きすぎないこと。太巻といわれる桐の芯材を軸棒に取り付けて巻くことにより、掛軸をしまう時に自然と巻きが柔らかくなり、本紙を折れにくくする。

二重箱収納
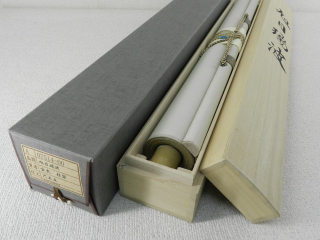
桐箱収納
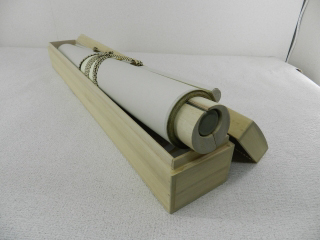
太巻収納